# Krepî, Stanîcino-Luhanske
Krepî (în ucraineană Крепи) este un sat în comuna Teple din raionul Stanîcino-Luhanske, regiunea Luhansk, Ucraina.

## Demografie
Componența lingvistică a localității Krepî
     Rusă (99,19%)
     Alte limbi (0,4%)
Conform recensământului din 2001, majoritatea populației localității Krepî era vorbitoare de rusă (99,19%), existând în minoritate și vorbitori de alte limbi.